# Weber–Fechners lov
Weber-Fechners lov eller blot Fechners lov er en empirisk lov, der beskriver forholdet mellem fysisk stimuli og oplevet stimuli. Fysisk stimuli kan fx være vægt eller lysstyrke og er objektivt målbar, mens oplevet stimuli er, hvad et menneske opfatter. I følge loven har man:
{\displaystyle p=k\ln \left({\frac {S}{S_{0}}}\right)}
hvor:
- {\displaystyle p}: oplevet stimuli
- {\displaystyle S}: fysisk styrke af stimuli
- {\displaystyle S_{0}}: minimum fysisk styrke af stimuli, der stadig kan sanses af et menneske
- {\displaystyle k}: konstant - varierer fra sans til sans og fra menneske til menneske

Loven er central inden for psykofysikken.

## Baggrund
Psykofysikeren Gustav Fechner formulerede i 1860 Webers lov, der siger, at den mindst mulige ændring i fysisk stimuli {\displaystyle \Delta S_{JND}} - som stadig kan sanses - er proportional med den oprindelig stimuli {\displaystyle S}:
{\displaystyle {\frac {\Delta S_{JND}}{S}}=c}
eller
{\displaystyle \Delta S_{JND}=cS}
hvor:
- {\displaystyle c}: konstant

Hvis en person fx holder en vægt på to kilo og kan mærke en minimum ændring på 0.2 kg, er {\displaystyle c=0.1}. Hvis den samme person nu holder 20 kilo, vil vedkommende kun kunne sanse ændringer på minimum 2 kg.
Webers kontrast generaliserer Webers lov ved at sige, at en infinitesimal ændring i oplevet stimuli {\displaystyle dp} er proportional med infinitesimal relativ ændring i fysisk stimuli {\displaystyle {\frac {dS}{S}}}:
{\displaystyle dp=k{\frac {dS}{S}}}
hvor:
- {\displaystyle k}: konstant

Ud fra Webers kontrast kan Fechners lov udledes ved at finde {\displaystyle p}. Ved separation af de variable finder man:
{\displaystyle {\begin{aligned}\int dp&=k\int {\frac {1}{S}}dS\\p(S)&=k\ln(S)+C\\\end{aligned}}}
hvor {\displaystyle C} er en integrationskonstant. Hvis det antages, at der findes en lav værdi {\displaystyle S_{0}} for fysisk stimuli, hvor det oplevede stimuli bliver nul, bliver integrationskonstanten:
{\displaystyle {\begin{aligned}p(S_{0})&=k\ln(S_{0})+C=0\\C&=-k\ln(S_{0})\\\end{aligned}}}
Man har altså:
{\displaystyle {\begin{aligned}p&=k\ln(S)-k\ln(S_{0})\\p&=k\ln \left({\frac {S}{S_{0}}}\right)\\\end{aligned}}}
Dette er Fechners lov.